# Diante do Trono
Diante do Trono (também conhecido como DT) é um grupo musical brasileiro de música cristã contemporânea e congregacional formado em 1997 na Igreja Batista da Lagoinha, na cidade de Belo Horizonte. É liderado pela cantora, compositora e pastora Ana Paula Valadão.[carece de fontes?] O grupo tornou-se popular no Brasil desde o lançamento de seu primeiro álbum em 1998: Diante do Trono. Entretanto, foi a partir dos álbuns Águas Purificadoras e Preciso de Ti, de 2000 e 2001, respectivamente, que adquiriu relevância internacional, tornando-se o maior ministério de louvor da América Latina e um dos maiores ministérios de louvor, adoração e missões do mundo. Também foi considerado uma das bandas mais bem sucedidas na música brasileira. Até 2010, a banda contava com uma orquestra de metais, regida pelo maestro Sérgio Gomes, entretanto, promoveu diversas mudanças instrumentais ao longo de sua carreira, tornando-se notadamente pop rock.
Em uma única apresentação, realizada no dia 12 de Julho de 2003, durante a gravação do álbum Quero Me Apaixonar, o Diante do Trono reuniu mais de 2 milhões de pessoas no Aeroporto Campo de Marte em São Paulo, sendo um dos maiores públicos de evento cristão do mundo e o segundo maior público do Brasil, perdendo apenas para o festival Rock in Rio. Também já foi vencedor nos troféus Talento, da RecordTV, e Promessas, da Rede Globo, além de ser indicado ao Grammy Latino em 2012 com o álbum Sol da Justiça. O grupo já vendeu mais de 15 milhões de álbuns, tornando-se um dos recordistas de vendas de discos no Brasil.
O Diante do Trono, em parceria com a Igreja Batista da Lagoinha, tem promovido ao longo dos anos diversas ações sociais, humanitárias e de cunho missionário, tendo 90% dos seus lucros com as vendas de CDs e DVDs destinado para iniciativas como o Projeto Índia, que combate o tráfico humano, além de outras ações pontuais promovidas durante algumas de suas gravações de álbuns ao vivo pelo Brasil e no Oriente Médio. O grupo também teve parte de sua discografia totalmente voltada ao público infantil, o Crianças Diante do Trono. Além disso, criou o Centro de Treinamento Ministerial Diante do Trono (CTMDT), um centro preparatório para músicos e cantores na área de missões, assim como a Fábrica de Artes que é uma parceria com a Lagoinha, para formar profissionais em diversas áreas, como canto, teatro e dança.

## História

### 1997-2001: O início;
Em 1997, o pastor Márcio Valadão, sua filha Ana Paula Valadão e o maestro Sérgio Gomes, fundaram o grupo na Igreja Batista da Lagoinha.  As canções seriam compostas ou versionadas pela própria Ana Paula Valadão, que também assumiria a liderança do louvor, enquanto Sérgio Gomes seria responsável pelo arranjo instrumental. Os músicos responsáveis por esta gravação eram ministros de louvor da Lagoinha. Com este propósito, os ensaios iniciaram no final daquele ano e o material para o álbum foi gravado ao vivo em 31 de janeiro de 1998, num culto da Igreja Batista da Lagoinha, em Belo Horizonte. Junto à Ana Paula, os vocais eram formados por outros cantores como o seu irmão, André Valadão, Nívea Soares e Soraya Gomes, esposa de Sérgio. Alguns meses após a gravação, a obra musical foi lançada, tendo uma tiragem inicial apenas para os membros da igreja local, mas depois teve sua distribuição para todo o Brasil, de forma independente. O nome do álbum chamou-se Diante do Trono. Muitas canções daquela gravação começaram a ser executadas nas rádios de musica gospel e nas igrejas de várias partes do Brasil, especialmente "Aclame ao Senhor", "Deus de Amor", "Manancial" e "Te Agradeço".

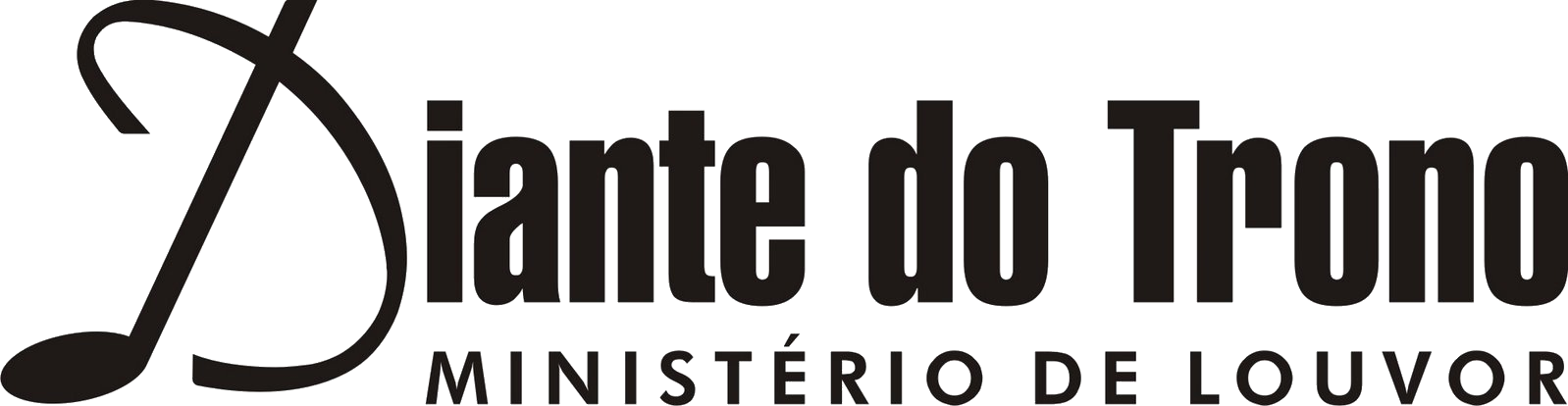
Logo adotada pelo Diante do Trono (1999-2023)

Com a repercussão positiva e o êxito comercial do álbum, o Ministério de Louvor decidiu continuar, assumindo o nome do primeiro lançamento: Diante do Trono. Nos meses seguintes, os membros do grupo começaram a consolidar-se, com a entrada do casal Helena Tannure e João Lúcio Tannure, além do arranjador vocal Maximiliano Moraes. Assim, no dia 13 de fevereiro de 1999, novamente na Igreja Batista da Lagoinha, foi realizada a gravação do segundo álbum da série, de título Exaltado, com destaque para as canções "A Ele a Glória", "Quero Ser" e "Amigo Fiel". A partir de Exaltado, o Diante do Trono começou a fazer apresentações por todo o Brasil e a popularidade da banda começou a crescer entre os evangélicos, o nome do grupo foi consolidando-se com suas viagens a Estados brasileiros e com sua expressiva venda de discos.
Em 2000, o grupo fundou uma casa para meninas em Índia para combater o tráfico humano e a prostituição infantil.
No ano de 2000, foi realizado o 1º Congresso de Louvor & Adoração Diante do Trono, também na Igreja Batista da Lagoinha. Este passou por algumas mudanças de nome ao longo do anos, mas continua sendo realizada ininterruptamente no feriado da Semana Santa, na capital mineira. Para a gravação do terceiro álbum do ministério de louvor, o templo da Lagoinha já não comportava o público interessado em participar. Assim, no dia 15 de julho de 2000, foi gravado no Parque da Gameleira, em Belo Horizonte, o álbum Águas Purificadoras, reunindo cerca de setenta mil pessoas e contou com a chegada de novos integrantes a banda, como Graziela Santos e Mariana Valadão. Este álbum teve ainda mais impacto entre os louvores congregacionais de diversas igrejas brasileiras, com sucesso especial da música título. Nesse mesmo ano, o Diante do Trono, em parceria com a gravadora americana Hosanna! Music, gravou duas obras musicais: Aclame ao Senhor, versão em português do disco Shout to The Lord, da líder de louvor do grupo australiano Hillsong, Darlene Zschech, e Shalom Jerusalém, constituído de músicas com ritmo judaico com participação do cantor e líder de adoração americano Paul Wilbur.
Em 2001, o grupo lançou o quarto álbum da série Diante do Trono: Preciso de Ti, gravado no dia 14 de julho daquele ano no Estádio do Mineirão, em Belo Horizonte, reunindo cerca de duzentas e dez mil pessoas. Este foi o recorde de público na história do estádio mineiro. O trabalho vendeu quatrocentas mil cópias na semana de lançamento e, posteriormente, ultrapassou a marca de dois milhões de cópias vendidas, tornando-se um sucesso sem precedentes na história da música cristã brasileira, tendo todas as suas canções sendo executadas em rádios gospel e igrejas pelo Brasil. Além do êxito comercial, a banda ganhou reconhecimento da mídia e crítica, vencendo o Troféu Talento em 2002 na categoria Melhor Música, para "Preciso de Ti", e de Melhor Grupo.[carece de fontes?]
Ainda em 2001, foi lançado o primeiro disco da coletânea Crianças Diante do Trono, com seus trabalhos dirigidos ao público infantil. A obra, de nome homônimo, tornaria-se a primeira de uma série de álbuns infantis, e a música "Aos Olhos do Pai" tornou-se um dos maiores sucessos do grupo, também entre o público adulto.

### 2001-2006: Visão "Brasil Diante do Trono";
No final de 2001, Ana Paula Valadão disse que recebeu uma visão de Deus que mostrava que o Diante do Trono deveria promover ajuntamentos pelo Brasil, para que a nação em unidade orasse e intercedesse pelo país. Com este objetivo, o grupo que até então concentrava-se em Belo Horizonte para as suas gravações ao vivo, passou a realizar ajuntamentos por todas as regiões do Brasil, e como início deste projeto, no dia 1 de dezembro de 2001, no Estádio do Maracanã, no Rio de Janeiro, com um público de mais de 180.000 pessoas, foi gravado o álbum Brasil Diante do Trono, que era uma coletânea com regravações de músicas lançadas pelo grupo nos quatro primeiros álbuns.
No dia 13 de julho de 2002, em continuação ao projeto Brasil Diante do Trono, foi gravado na Esplanada dos Ministérios, em Brasília, Distrito Federal, com a presença de mais de um milhão e duzentas mil pessoas, vindas de caravanas de todo o Brasil, o quinto álbum da série Diante do Trono, chamado Nos Braços do Pai. Foi a primeira vez que houve a realização de um evento musical naquele local e até hoje aquele foi o maior palco já construído para as gravações do Diante do Trono, que reunia vocalistas, banda, orquestra, coral e dançarinos. O álbum continha músicas com a temática da paternidade divina e novamente foi sucesso comercial e de crítica. Em 2006, o álbum também ganhou versões do próprio grupo nas línguas inglesa e espanhola, porém, já a partir de 2002, o Diante do Trono começou a fazer viagens internacionais mostrando os seus trabalhos em outros países, fazendo shows na Guatemala e no Japão.
Em 2003, Nívea Soares decidiu iniciar carreira solo e gravou o seu primeiro disco, Reina Sobre Mim, sem, contudo, deixar de fazer parte do grupo. Em 12 de julho do mesmo ano, o grupo gravou o sexto álbum da série Diante do Trono e o terceiro do projeto Brasil Diante do Trono: Quero me Apaixonar, que continha uma temática de amor por Deus e arrependimento, além de uma versão remix da música "Manancial". A gravação ocorreu no Aeroporto Campo de Marte, na zona norte de São Paulo, e contou com um público de mais de dois milhões de pessoas, recorde para o grupo. Neste evento, a banda arrecadou 35 toneladas de alimentos, que foram distribuídos no Norte de Santa Catarina. No Troféu Talento daquele ano, a banda levou duas das três indicações que teve. Logo após a gravação do CD Quero me Apaixonar em São Paulo, o Diante do Trono passou por um período de mudanças abrangendo toda a estrutura interna e administrativa do grupo, que mantinha-se independente, com gravadora própria.
Em 2004, André Valadão seguiu os passos de Nívea Soares e iniciou sua carreira solo com a obra Mais Que Abundante de forma paralela aos trabalhos do grupo. Ainda naquele ano, o sétimo trabalho, Esperança, foi gravado no Centro Administrativo da Bahia, em Salvador, no dia 10 de julho, reunindo cerca de um milhão e duzentas mil pessoas, segundo dados da Polícia Militar da Bahia, e contou com o som do grupo baiano Tambores Ungidos na música "Quem é Deus Como o Nosso Deus?".[carece de fontes?] Na gravação, a Ana Paula dividiu com o público sua dificuldade para engravidar e trouxe uma mensagem de encorajamento, fé e esperança. No Troféu Talento, a banda foi o grande destaque, vencendo sete das oito indicações que teve. Ainda em 2004, o Diante do Trono fundou em Santa Luzia/MG o Centro de Treinamento Ministerial Diante do Trono (CTMDT), que tinha como missão preparar pessoas para atuarem em áreas como louvor e missões, no Brasil e no mundo.
No início de 2005, ocorreu a saída de Maximiliano Moraes do grupo, que, a pedido de Sérgio Gomes, ainda trabalhou nos arranjos do álbum seguinte da banda, porém, já não fazia mais parte do vocal. No dia 9 de julho, o Diante do Trono gravou o álbum Ainda Existe Uma Cruz, em Porto Alegre, às margens do Rio Guaíba, com a presença de mais de trezentas mil pessoas e sendo  marcado por Ana Paula Valadão estar grávida do seu primeiro filho, um ano após ela ter compartilhado sua dificuldade em engravidar. A temática do álbum vinha na contramão do mercado gospel brasileiro, trazendo uma mensagem de que o evangelho de Cristo traz responsabilidades e que é um caminho árduo, como na música título, além de "Quero Seguir-Te" e "Coração Todo Teu". O trabalho mantinha sua excelência de composições e produções. Durante o Troféu Talento, o grupo ganhou em três categorias.
No ano seguinte, na noite de 15 de julho de 2006, o Diante do Trono foi a Belém do Pará, cidade que o grupo chamou de "Portal de Entrada da Amazônia", para a gravação do álbum Por Amor de Ti, Oh Brasil, o nono da série Diante do Trono, gravado ao vivo na Arena Yamada, que contou com a presença de mais de oitenta mil pessoas.[carece de fontes?] O álbum teve recepção mista por parte do público e crítica, e mantinha canções de louvor e adoração a Deus, e uma temática de intercessão pela nação, com destaque para "Na Terra Seca", "Rei dos Reis" e "Tu Reinas", esta última que marcou por grande parte do público presente na arena, além da própria banda, espontaneamente dobrar os seus joelhos em adoração a Deus. Também naquele ano, foi lançado Sem Palavras, o primeiro álbum instrumental do grupo. No Troféu Talento, o grupo venceu em sua maioria nas categorias de álbuns infantis, perdendo nos prêmios principais para o Toque no Altar.

### 2007-2010: Novos ciclos;
Em 2007, o Ministério de Louvor completava 10 anos de sua formação. Em comemoração a primeira década do grupo, o Diante do Trono gravou o álbum Tempo de Festa ao vivo no Via Funchal, em São Paulo, que foi um CD e DVD duplo comemorativo, que apresenta as canções-tema de cada um dos nove primeiros álbuns da série Diante do Trono do grupo e ainda sucessos como "Manancial", "Tempo de Festa" e a música inédita "Amado Salvador", composta pela líder da banda especialmente para este trabalho. Além do show, o DVD continha um documentário contando a história do grupo e com mensagens de meninas que foram resgatadas pelo projeto missionário na Índia, que originou as gravações dos álbuns. Foi também o último projeto que contou com a pastora Renata Valadão no vocal, que após esse álbum, desligou-se definitivamente do grupo por motivos de saúde. Segundo a crítica especializada, o ponto fraco do evento foi a falta de inovação. No Congresso Internacional de Louvor & Adoração daquele ano, o grupo gravou um segundo CD e DVD em comemoração aos 10 anos: Com Intensidade, que traz somente as músicas de celebração já gravadas pelo grupo até então.
Passado as gravações comemorativas, o grupo iniciou os preparativos para a gravação do seu décimo álbum da série Diante do Trono. Tendo cumprido o chamado para realizar ajuntamentos estratégicos em todas as regiões do Brasil, o grupo sentiu inspiração para encerrar o ciclo na cidade da primeira gravação da visão "Brasil Diante do Trono", o Rio de Janeiro, mas desta vez com um álbum de músicas inéditas. O grupo marcou o evento para ocorrer no dia 7 de julho de 2007. Inicialmente, o desejo do grupo era realizar a gravação na Praça da Apoteose, porém, não houve autorização por parte do governo local, pois no mesmo dia aconteceria no Rio o evento Live Earth, que demandaria uma grande atenção por parte da segurança da cidade. Entretanto, houve uma autorização prévia para a realização do evento no Aterro do Flamengo. Assim, o grupo chegou a anunciar o local do evento, porém, as autoridades cariocas não concederam todas as autorizações necessárias para a gravação naquele local, e o evento foi transferido exatamente para a Praça da Apoteose, local onde, tradicionalmente, é realizado o Desfile das Escolas de Samba do Rio de Janeiro durante o Carnaval. A alteração foi comemorada pelo grupo, que há anos oram e profetizam pelo fim do Carnaval no Brasil, logo, aquele local era estratégico e representativo para eles. Assim, no dia 7 de julho de 2007, o Diante do Trono gravou o álbum Príncipe da Paz, com um público de mais de 100 mil pessoas. Em um dos momentos da gravação, Ana Paula Valadão novamente profetizou contra o carnaval e recebeu da prefeitura da cidade as chaves simbólicas do Rio de Janeiro. O álbum foi dividido em dois momentos, sendo o primeiro marcado por arranjos fortes de guitarra e metais, como na música "Cordeiro e Leão", e uma letra polêmica para a música "Mais Que Vencedor", e um segundo momento com letras e arranjos introspectivos, como para as músicas "Espírito de Vida" e "Autor da Vida". O trabalho também marcou a entrada de Marine Friesen como backing vocal do grupo, além de Daniel Friesen e Vinicius Bruno na banda, todos ex-alunos do CTMDT. A obra foi considerada como o encerramento do ciclo "Brasil Diante do Trono", com gravações em todas as cinco regiões do Brasil. No Troféu Talento, aconteceu o mesmo que no ano anterior: o conjunto venceu em sua maioria nas categorias infantis, porém recebeu críticas positivas pelo trabalho. No fim do mesmo ano, André Valadão e Nívea Soares, se desligam oficialmente do grupo para seguir carreira solo.
Em janeiro de 2008, o Diante do Trono firmou uma parceria de distribuição dos trabalhos do grupo fluminense Trazendo a Arca, através da gravadora independente do Diante do Trono, assim como já fazia com álbuns solos de Nívea Soares e André Valadão. O objetivo da parceria era de fortalecer os dois grupos contra a pirataria. Em maio do mesmo ano, o Diante do Trono foi pela primeira vez a um programa de TV com exibição para todo o Brasil e foi homenageado no Programa Raul Gil, na época exibido pela BAND. A programação contou a história da banda e outros músicos de música cristã, como David Quinlan, Marina de Oliveira, Aline Barros, Trazendo a Arca e Adhemar de Campos, fizeram homenagens ao grupo. Nos dias 4 e 5 de julho, no Chevrolet Hall, em Recife, o grupo gravou o décimo primeiro álbum da série Diante do Trono: A Canção do Amor. O disco retomava o conceito do álbum Quero Me Apaixonar de 2003, porém com um foco mais explícito, sendo todo temático sobre o amor de Deus para com seus filhos e dos filhos com Deus, como na música título e em "Porque Te Amo". Também naquele ano, Mariana Valadão iniciou sua carreira solo, lançado o álbum homônimo, e decidiu desligar-se do grupo.
Em 2009, durante o Congresso Internacional de Louvor & Adoração Diante do Trono, o grupo chegou a anunciar que a gravação tradicional daquele ano aconteceria em Manaus, porém o grupo teve novamente dificuldades com questões burocráticas para viabilizar a gravação. Com isso, depois de oito anos, o grupo voltou a realizar a gravação de um álbum da série Diante do Trono na sua cidade natal, Belo Horizonte, e assim ocorreu no dia 1 de agosto de 2009, na Praça da Estação. Este décimo segundo álbum chamou-se Tua Visão e trazia uma mensagem de confiança na vontade de Deus. O álbum marcou a entrada de uma nova geração de músicos vindos do CTMDT, com destaque para os vocalistas Ana Nóbrega e Israel Salazar. Também foi o primeiro do grupo a contar com uma participação de outro nome conhecido no meio gospel brasileiro, a Fernanda Brum, em um trio vocal junto com Ana Paula Valadão e Nívea Soares na canção "Encontro das Águas". Segundo a crítica especializada, o trabalho confirmou a necessidade de uma renovação musical no Diante do Trono. Logo após a gravação do álbum, foi anunciada uma parceria entre o Diante do Trono e a gravadora Som Livre, que passaria a distribuir os CDs e DVDs do grupo pelo Brasil, além de abrir as portas para divulgações regionais e nacionais pela Rede Globo e suas afiliadas.[carece de fontes?] Naquele ano, Ana Paula Valadão, juntamente com sua família, mudou-se para Dallas, nos Estados Unidos. Isso fez com que as ministrações do grupo na Igreja Batista da Lagoinha acontecessem sob liderança vocal de Ana Nóbrega, Helena Tannure e Israel Salazar, e a Ana Paula retornava ao Brasil sempre que necessário para ministrações pelo país.
Em 2010, durante o Congresso Internacional de Louvor & Adoração Diante do Trono, o grupo anunciou que naquele ano seria gravado o décimo terceiro álbum da série Diante do Trono na cidade de Barretos, no interior paulista. O evento tinha apoio de um conselho de pastores da cidade e aconteceria na Arena do Peão, local onde acontece tradicionalmente festas típicas do interior brasileiro. No dia da gravação, a banda fez um trabalho social em parceria com o Hospital do Câncer de Barretos, promovendo uma campanha de doação de medula óssea. O álbum ali gravado chamou-se Aleluia e foi, na época, o mais pop rock da banda, unindo o som das guitarras com os metais da orquestra, além da regravação de "Este é o Dia" em ritmo country e a participação da cantora Ludmila Ferber na regravação da música "Eis-Me Aqui". A música "Canção do Apocalipse" obteve grande sucesso entre as igrejas do país, sendo executado em rádios gospel de todo o Brasil. O álbum tornou-se o trabalho cristão mais vendido de 2010 no país.[carece de fontes?] Após o lançamento de Aleluia, o grupo apresentou-se pela primeira vez em um programa de TV da Rede Globo, o Domingão do Faustão, onde cantou "Preciso de Ti" e "Tempo de Festa", além de conversar com Fausto Silva. A participação elevou a audiência do programa naquela data.

### 2011-2013: Mudanças estruturais;
O Ministério de Louvor Diante do Trono entrava no ano de 2011 com uma formação significativamente diferente, pois a orquestra de metais, o maestro Sérgio Gomes e alguns vocais como os casais Helena e João Lúcio Tannure, Clay Peterson e Graziela Santos, além de Soraya Gomes, desligaram-se oficialmente do Diante do Trono, acompanhando outros que já seguiam carreiras solo, como Nívea Soares e os irmãos André e Mariana Valadão. Os únicos integrantes da formação inicial do grupo que permaneceram foram Ana Paula Valadão e Elias Fernandes. Outros membros da banda eram compostos por ex-alunos do CTMDT – alguns deles já vinha integrando o Diante do Trono desde 2007 e 2009, e outros passaram a integrar o grupo como o baterista Tiago Gaúcho. Com esta nova formação, além do retorno da residência de Ana Paula Valadão para o Brasil, propiciou que o grupo aumentasse o número de apresentações musicais ao vivo pelo Brasil e pelo exterior, além de trazer significativas mudanças sonoras às canções do grupo. Estas mudanças foram anunciadas para o público durante o 12º Congresso Internacional de Louvor & Adoração do Diante do Trono,[carece de fontes?] que também marcou o início de um intercâmbio musical e ministerial com o grupo americano Gateway Worship, a partir da gravação do álbum Glória a Deus, uma versão em português de um dos trabalhos da Gateway. Além disso, a banda seguia com a distribuição de suas produções pela Som Livre, tornando sua área administrativa mais enxuta.
Ainda em 2011, o Diante do Trono foi a cidade de Natal, para a gravação do décimo quarto álbum da série Diante do Trono: Sol da Justiça.[carece de fontes?] O grupo reuniu um público de mais de 120.000 pessoas no dia 16 de julho de 2011, na Praia do Meio, porém as más condições climáticas do local atrapalharam a finalização da montagem do palco, fazendo assim com que o evento fosse realizado novamente no Teatro Riachuelo, no dia 18 de julho, mas desta vez com a estrutura cenográfica planejada. O álbum foi um novo marco na história do grupo, obtendo um grande sucesso comercial. A canção "Me Ama" foi uma das mais executadas em rádios gospel e em igrejas de todo o Brasil. Em apenas um dia de lançamento, o álbum vendeu mais de cinquenta mil cópias.[carece de fontes?] Durante a cerimônia do Troféu Promessas em 2011, o grupo foi o mais premiado, vencendo nas categorias Melhor Ministério de Louvor e Melhor DVD. No dia 10 de dezembro, o Diante do Trono esteve no Aterro do Flamengo, no Rio de Janeiro, para participar do Festival Promessas, evento organizado e transmitido durante um período de fim de ano pela Rede Globo, que reuniu além do grupo mais oito cantores gospeis: Davi Sacer, Fernanda Brum, Fernandinho, Damares Bezerra de Oliveira, Pregador Luo, Ludmila Ferber, Regis Danese e Eyshila.

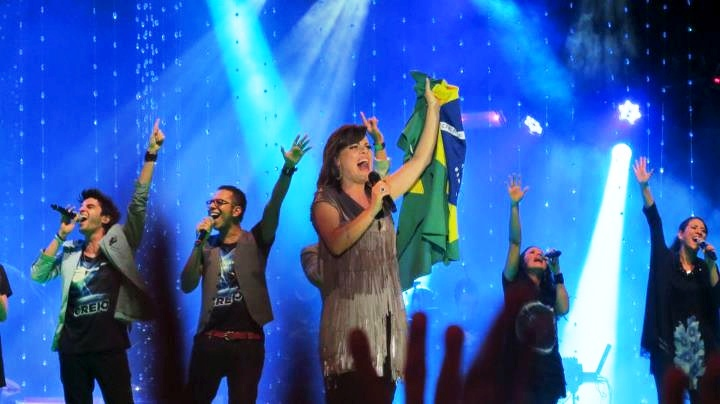
A banda Diante do Trono em 2012, durante a gravação de Creio, em Manaus.

No dia 9 de junho de 2012, a banda pôde finalmente realizar seu desejo de gravar um álbum da série Diante do Trono na cidade de Manaus. A gravação foi a décima quinta da série, e contou com o apoio de pastores e igrejas da cidade, tendo um público de 350 mil pessoas no Sambódromo de Manaus. O álbum, intitulado Creio,  teve a direção visual de Alex Passos, que optou por fazer um trabalho diferente do que era realizado na maior parte dos projetos áudio-visuais produzidos naquela altura, principalmente no meio gospel. O evento ainda trouxe as participações especiais de Ludmila Ferber, Thomas Miller, Mariana Valadão, Felippe Valadão, dentre outros músicos. A obra recebeu avaliações positivas da mídia especializada, e recebeu uma aclamação considerável do público, chegando a vender cinquenta mil cópias em apenas um dia. A mesma obra em formato DVD chegou a ser disco de platina em quinze dias. Ainda no ano de 2012, o Diante do Trono também gravou o disco Suomi Valtaistuimen Edessä, um projeto internacional em finlandês, trazendo regravações dos discos Aleluia e Sol da Justiça e também a participação no Hillsong Global Project, gravando a versão em português do projeto em parceria com a Hillsong, lançado pela gravadora CanZion, chegou a vender quarenta mil cópias, alcançando disco de ouro.
Em 2013, em comemoração aos 15 anos de ministério, a banda gravou, durante o 14º Congresso de Louvor e Adoração, o disco Renovo, que é uma releitura de canções mais antigas que marcaram a história do grupo em novos arranjos e que foram votadas pelo público em uma enquete de um hotsite comemorativo lançado pela banda e criado pela Quartel Design, que também continha depoimentos, histórias, fotos, enquetes, dentre outros materiais especiais, em grande maioria de origem exclusiva. No mesmo congresso, Ana Paula Valadão anunciou em um evento anualmente realizado em Tubarão que os congressos passariam a ter um foco maior para Intercessão e Missões, além do Louvor e Adoração. Em maio daquele ano, o Diante do Trono foi destaque na Billboard Brasil com as canções "Creio", "Canta Minh'alma" e "Me Ama". No mesmo ano, a vocalista Ana Nóbrega assinou um contrato com a gravadora Som Livre para lançar o seu segundo trabalho de carreira solo, sendo o primeiro desde sua entrada no Diante do Trono, intitulado Nada Temerei. O lançamento do álbum marcou também a saída de Ana Nóbrega do Diante do Trono. Pouco tempo depois, Ana Paula Valadão anunciou a saída de outros vocais da banda, como o casal Rodrigo e Saara Campos, Guilherme Fares, Sebastião Batista e Roberta Izabel.
No dia 6 de julho de 2013, o Diante do Trono reuniu cerca de 30 mil pessoas no Parque de Eventos do Padre Cícero, em Juazeiro do Norte, para a gravação do décimo sexto álbum da série Diante do Trono, intitulado Tu Reinas. Além do ajuntamento principal, o grupo excursionou por pequenas comunidades do sertão nordestino e registrou a gravação das mesmas músicas de forma mais intimista em uma iniciativa inédita, como incentivo a ações sociais e missionárias em uma das regiões mais pobres do Brasil e que naquele ano sofria com uma das piores secas já registradas na região. O repertório do álbum continha releituras de alguns sucessos da banda e com três faixas inéditas, incluindo "Rasga os Céus", que foi marcada por uma leve chuva em plena seca do Nordeste, e que foi muito comemorada pelos integrantes do grupo. O álbum teve participações especiais de Juliano Son, do Livres para Adorar, André Valadão e Mariana Valadão, e a direção visual de Alex Passos. A gravação do projeto marcou o fim da parceria entre o Diante do Trono e a Som Livre, que por motivos nunca divulgados por nenhuma das partes, decidiram que a gravadora não distribuiria o novo álbum, fazendo com que o Diante do Trono apenas lança-se-o no ano seguinte, após o fim do contrato com entre as partes, voltando ao formato independente.

### 2014-2017: Do Brasil para o mundo;
O ano de 2014 começou, e a banda se preparava para gravar seu décimo sétimo álbum da série Diante do Trono e sua primeira gravação ao vivo fora do Brasil. O local escolhido foi Israel. O nome do projeto chamou-se Tetelestai, já que esta foi a palavra dita por Jesus no Calvário e significa "Está consumado". No mês de maio, uma caravana organizada pelo grupo partiu para Israel, com cerca de 382 caravanistas. Em 13 de maio, a gravação ocorreu na Torre de Davi, em Jerusalém, além dos caravanistas, outras pessoas também participaram, o evento reuniu cerca de 557 pessoas. No dia 15, as gravações ocorreram no Jardim do Túmulo Vazio e no Monte das Oliveiras. O projeto teve a participação especial de André Valadão, Asaph Borba, Rosana Borba e Ana Lúcia Câmara, além de André Borba, filho de Asaph Borba, e Isaque Valadão, filho de Ana Paula Valadão, que tocaram violino neste projeto, dirigido por Alex Passos e novamente com muitas inovações. Após o período da gravação do álbum, o Diante do Trono fez uma turnê internacional pela Europa, passando por países como Portugal, Inglaterra, Bélgica, Alemanha, Finlândia e França. Ao passar pela Finlândia, a banda lançou o seu segundo álbum em finlandês do projeto Nations Before the Throne, intitulado Läpimurto, com canções dos álbuns Creio, Renovo e Tu Reinas em finlandês. Um coral de aproximadamente 100 vozes aguardou o Diante do Trono em sua chegada a Finlândia, para cantar em frente ao parlamento finlandês, nas escadas parlamentares, ocorrendo o lançamento do álbum. No dia 12 de agosto, foi gravado na Igreja Batista da Lagoinha o segundo álbum em parceria com a Gateway Worship dos Estados Unidos, intitulado Deus Reina, membros da igreja Gateway estiveram presentes na gravação.
Por conta do lançamento do álbum Tu Reinas ter ocorrido apenas em 2014, atrasou-se também o cronograma de lançamento de Tetelestai, sendo este último, então, lançado em junho de 2015. Para comemorar a grande conquista do projeto gravado ao vivo em Israel, a banda realizou uma turnê de pré-lançamento do álbum. A turnê passou por diversas cidades do Brasil. Durante o pré-lançamento do projeto, Ana Paula Valadão realizou uma tarde de autógrafos na livraria Saraiva, no Shopping Center Norte em São Paulo, e participou do Programa do Ratinho, no SBT, no dia 8 de julho, onde a cantora divulgou o trabalho e cantou algumas canções.[carece de fontes?] O álbum recebeu críticas mistas por parte do público e imprensa. Em setembro de 2015, ocorreu na Igreja da Lagoinha, a gravação do álbum Pra Sempre Teu, em nova parceria com a Gateway Worship. O álbum contou com participações de Juliano Son, Fernanda Brum, Nívea Soares, entre outros. No mesmo ano, Israel Salazar e Marine Friesen lançaram seus primeiros álbuns solos, intitulados Jesus e Alfa e Ômega, respectivamente. 2015 marcou também a entrada oficial de Gustavo Bessa, esposo de Ana Paula Valadão, na direção executiva do Diante do Trono, e no final daquele ano, Ana Paula e Gustavo, junto com seus filhos Isaque e Benjamim, voltaram a morar nos Estados Unidos, onde Ana Paula se tornou pastora de adoração na Gateway Church. Em Agosto do mesmo ano, o Diante do Trono assinou com a gravadora Onimusic para a divulgação e distribuição de todos os seus trabalhos audiovisuais.

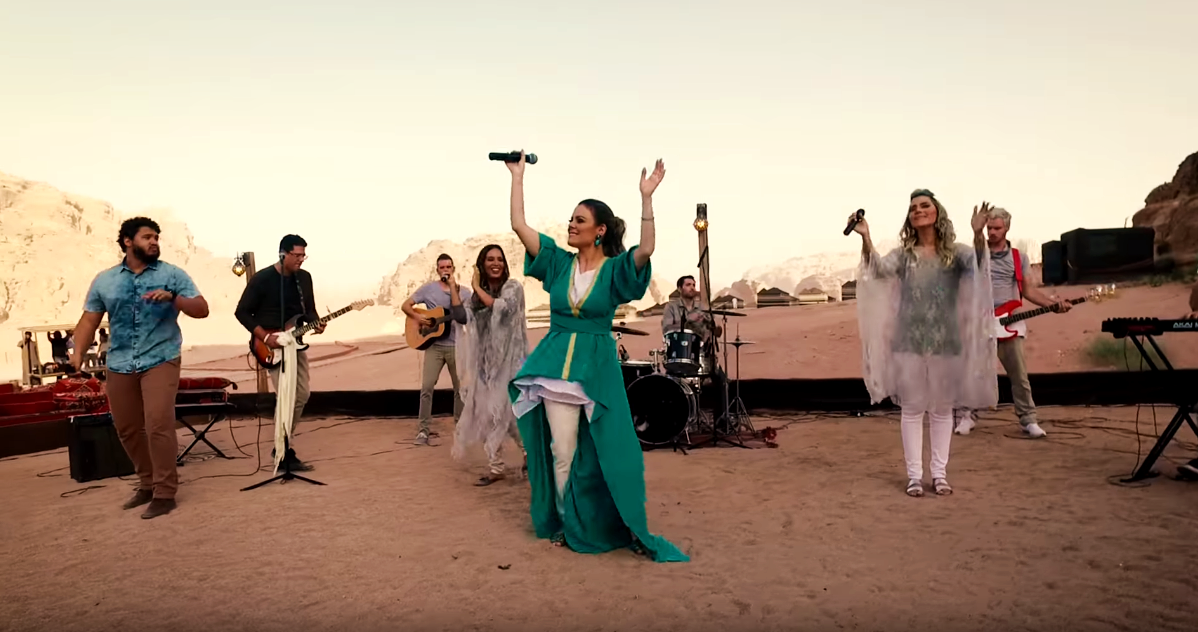
Banda durante a gravação do álbum Deserto de Revelação no deserto Wadi Rum na Jordânia.

Em 2016, um novo projeto em parceria com a Gateway foi gravado no Brasil: o álbum Muralhas, gravado ao vivo na Igreja Bíblica da Paz, em São Paulo, e contou com participações de Fernandinho, Fred Arrais, Nívea Soares, entre outros.[carece de fontes?] No mesmo ano, o grupo gravou nos Estados Unidos o CD Imersão, todo em estilo de Soaking Music, que são cânticos espontâneos, que sempre foram uma marca registrado do Diante do Trono. O álbum é composto por 21 canções ou "momentos", como definiu a líder do ministério. Em 2017, durante o Congresso Adoração, Intercessão e Missão, o grupo gravou o segundo volume dessa série, Imersão 2, com arranjos de Gustavo Soares e a participação de Nivea Soares e do casal Fred e Flávia Arrais.
Após alguns anos de preparação, a banda realizou a gravação de seu segundo álbum fora de sua nação natal e o décimo oitavo da série Diante do Trono. O álbum visual Deserto de Revelação foi gravado em junho de 2017 durante uma caravana pela Jordânia e por Israel. Foi gravado em lugares como Uádi Rum, Gérasa, Petra, Petra, Mar da Galileia, entre outros, e reafirmou a sonoridade pop rock adotada pelo grupo na sua segunda década de existência. A direção visual novamente foi assumida pelo Alex Passos e a arte visual por conta da Agência Salt. O álbum contou com a participação do cantor Asaph Borba na canção "Rio de Lágrimas". Este foi considerado por Ana Paula Valadão como seu álbum mais autoral e pessoal já realizado pelo Ministério de Louvor Diante do Trono. Este foi o primeiro trabalho totalmente focado na mídia digital, sendo primeiro lançado nas plataformas de streaming, tendo posteriormente um lançamento de CD físico, porém, sem lançamentos em DVD, sendo os vídeos musicais lançados diretamente no canal do YouTube do grupo. O álbum obteve recepção mista pela crítica, com destaque positivo para a música "Amor Que Me Abraça". A resposta do público nas plataformas de streaming e download digital foram positivas, fazendo com que o álbum, em sua semana de lançamento, chegasse ao primeiro lugar do gênero gospel e segundo lugar geral no iTunes Brasil, o disco mais ouvido na plataforma Deezer e o mais ouvido entre discos religiosos na plataforma Google Play.

### 2018-2020: DT 20 anos; Before the Throne Church; Outra Vez; Respirar.

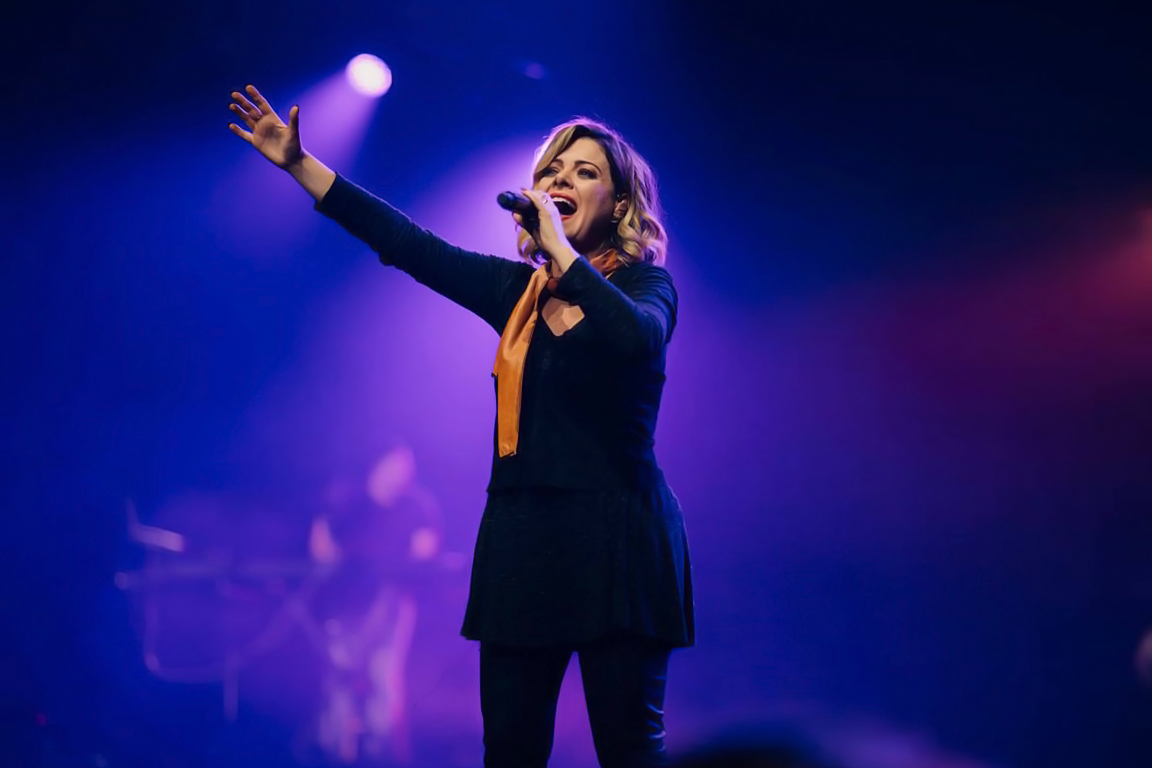
Ana Paula Valadão, líder do Diante do Trono, no Christ for Nations Institute, em Dallas, EUA.

O ano de 2018 começou com a lembrança do marco de 20 anos do Ministério de Louvor Diante do Trono, através de postagens nas redes sociais da banda e de membros e ex-membros do grupo. No final de janeiro, Ana Paula Valadão começou a divulgar semanalmente vídeos no canal do grupo no YouTube relembrando a história do ministério, dividido por cada ano e álbum lançado pela série Diante do Trono. Também no mesmo período foi divulgado que o tema do congresso Adoração, Intercessão e Missão daquele ano seria "Tempos e Estações" e com programação especial em comemoração aos 20 anos da banda. O congresso, ocorrido no período da Semana Santa, contou com um reencontro de diferentes formações do grupo, como os vocalistas Ana Paula Valadão, Ana Nóbrega, André Valadão, Helena Tannure, Israel Salazar, João Lúcio Tannure, Letícia Brandão, Mariana Valadão, Marine Friesen, Nívea Soares e Roberta Izabel, além do tecladista Gustavo Soares, o maestro Sérgio Gomes e membros da orquestra de metais, que juntos ministraram o louvor na abertura do congresso. Também foi gravado ao vivo o álbum Imersão 3, com a participação de Ana Nóbrega, André Valadão, Israel Salazar, Mariana Valadão, Marine Friesen e Nívea Soares, e o Musical 20 Anos Diante do Trono, com a participação do coral El-Shammah, regido pelo maestro Robinho, da Igreja Batista da Lagoinha. Ambos sendo lançados posteriormente em 2019. Durante o congresso, Ana Paula Valadão compartilhou mensagens e promoveu bate-papos relembrando a história do grupo, compartilhando o que faria diferente e o que acredita que não deve mudar na banda, além de testemunhos de milagres alcançados pela intercessão liderada por Ezenete Rodrigres e por histórias sobre o projeto missionário do grupo na Índia.

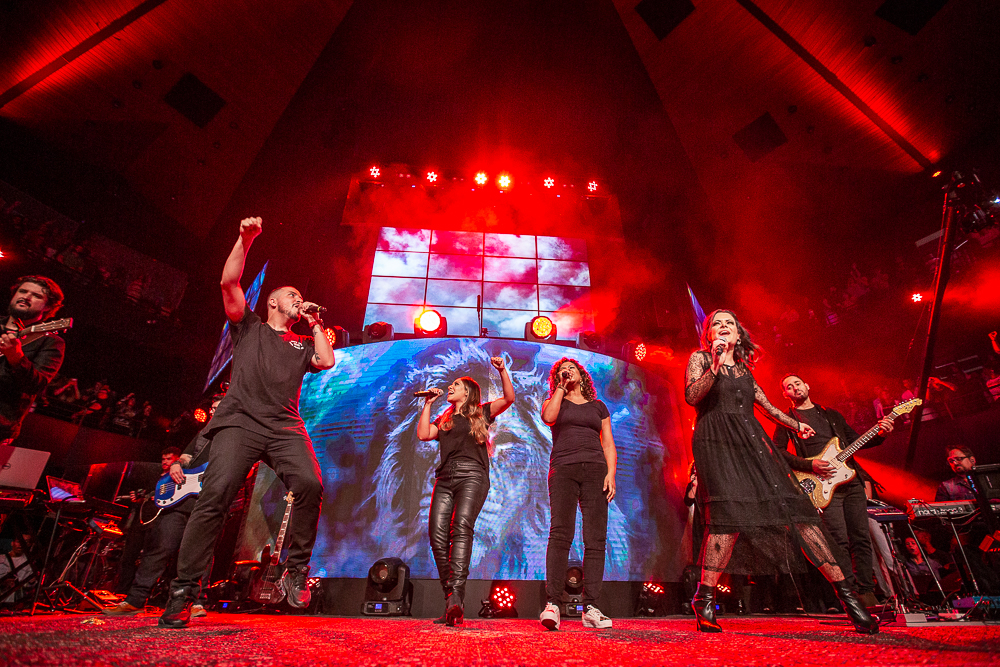
Isaias Saad, Gabriela Rocha, Nívea Soares e Ana Paula Valadão, durante a gravação do álbum "Outra Vez", na Igreja Batista da Lagoinha, em Belo Horizonte.

Durante o congresso de 2018, Ana Paula Valadão também compartilhou que ela e seu esposo, Gustavo Bessa, pastorearão uma Igreja Batista da Lagoinha em Miami, nos Estados Unidos. No mês seguinte, foi anunciado pelas redes sociais do casal que a igreja em Miami se chamará "Before the Throne Church by Lagoinha" (ou Igreja Diante do Trono por Lagoinha, em inglês), indicando que ainda estando ligados diretamente a Igreja Batista da Lagoinha, a nova igreja terá uma identidade própria e em continuidade e expansão do ministério Diante do Trono.
Durante o congresso, no dia 19 de abril de 2019, o ministério gravou seu 19º álbum da série Diante do Trono, intitulado Outra Vez. A faixa título é uma versão em português da canção "Do It Again" da banda Elevation Worship. O álbum marcou o retorno das gravações ao vivo no Brasil, sendo Belo Horizonte a cidade escolhida após 10 anos (desde o álbum Tua Visão) e a Igreja Batista da Lagoinha como palco após 20 anos (desde o álbum Exaltado). O álbum foi produzido por Gustavo Soares e contou com participações especiais de Isaías Saad, Gabriela Rocha e Nívea Soares. O lançamento foi dividido em 3 partes, sendo lançado 2 EPs (Vol 1. e Vol 2.) e posteriormente, em 2020, a edição Deluxe, com o álbum na íntegra com espontâneos.
No mesmo congresso, foi gravado ao vivo o 4º álbum da série Imersão, de louvores espontâneos, com integrantes do ministério de louvor da Igreja Diante do Trono. O projeto foi o primeiro da série a ser gravado em diferentes dias, incluindo até mesmo espontâneos gravados no congresso de mulheres, do mesmo ano.
No dia 26 de Outubro de 2020, Ana Paula Valadão em seu perfil oficial do Instagram, anunciou em uma live, a gravação do vigésimo álbum do grupo intitulado Respirar e também, a gravação do álbum Imersão 5, ambos ao vivo, porém, sem público durante o Congresso Diante do Trono 2020 - Porção Dobrada nos dias 10 à 12 de dezembro de 2020.
No dia 10 de dezembro de 2020, durante o Congresso Diante do Trono 2020: Porção Dobrada (Online), foi gravado o vigésimo álbum do grupo intitulado "Respirar". Inicialmente a gravação seria na Igreja Batista da Lagoinha, mas devido a problemas, foi necessário a transferência da gravação para a Estância Paraíso, local onde acontece cultos e retiros liderado pela Pra. Ezenete Rodrigues em Sabará/MG. Foi o primeiro álbum da série Diante do Trono a ser gravado sem público.
Foi lançado em fevereiro de 2021, o álbum Extras DT, uma compilação com as faixas que foram lançadas exclusivamente para os DVD's, pela primeira vez, nas plataformas digitais.
Gravado também no Congresso DT em 2020, o Imersão 5 foi lançado em Janeiro de 2022. Conta com a participação de Nívea Soares, numa releitura da canção Seja O Centro, originalmente gravada no álbum Quero me Apaixonar, de 2003.

### 2022-2023: Sim e Amém; DT25 Anos.
Em 2022, foi gravado o vigésimo primeiro álbum do grupo intitulado "Sim e Amém". O álbum é composto por oito faixas inéditas e dois espontâneos. Contou com as participações especiais de Gabi Sampaio, Isaias Saad, Rafael Bicudo, Isaque Bessa e das bandas Morada, Central 3 e Fhop Music. Após a gravação do álbum, ficou evidente que ele não possuía um tema definido. Diante disso, Ana Paula Valadão decidiu envolver seus seguidores e fãs em uma votação por meio de sua conta no Instagram, com o intuito de escolher o título para o álbum. As opções apresentadas foram "Relance", "Sim e Amém" e "Pra Todo Sempre". Após uma participação expressiva de seus seguidores, o título vencedor foi "Sim e Amém", que também se mostrou ser a canção mais querida por Ana Paula para ser o tema do álbum.
O ano de 2023 vem sendo marcado pela comemoração dos 25 anos do grupo. No início do ano foi anunciado o congresso comemorativo Memórias do Coração, que viria acontecer na Semana Santa, na Lagoinha como de costume. Posteriormente foi anunciada a gravação do álbum comemorativo de 25 anos do grupo. A gravação contou com um reencontro de diferentes formações do grupo, como os vocalistas Ana Paula Valadão, André Valadão, Helena Tannure, Israel Salazar, João Lúcio Tannure, Mariana Valadão, Marine Friesen, Nívea Soares,  Ana Nóbrega, Israel Salazar e também participações de amigos do ministério, como Fernanda Brum, Eyshila, Cassiane, Asaph Borba, Brunão Morada, além da estreia do filho de Ana, Isaque Valadão Bessa com solos na gravação.
Além disso, o Diante do Trono anunciou uma turnê com o congresso comemorativo, no mesmo formato, em igrejas ao redor de 3 regiões do Brasil. Partindo de BH, e passando por Niterói, Brasília, Campinas e encerrando em Paulista. O congresso contou com um museu denominado Espaço Memórias, onde os fãs puderam ver de perto os figurinos de todas as gravações, usados por Ana Paula Valadão, e também itens históricos como diários de composições, itens de merch de gravações anteriores, reportagens internacionais, troféus e até mesmo pinturas, como a tela que é a capa do álbum Nos Braços do Pai. A exposição ocorreu num salão da Lagoinha, e também na turnê.
O álbum comemorativo de 25 anos intitulado de Memórias do Coração teve o primeiro volume disponibilizado em 24 de Agosto de 2023, o segundo em 5 de Outubro de 2023 e finalmente o Volume Deluxe sendo lançado em 8 de Novembro de 2023.    

### 2023 - presente: Ministério Diante do Trono.
Após o encerramento das comemorações dos 25 anos, foi anunciada a nova identidade visual do grupo. O rebranding foi inicialmente revelado durante o congresso em abril, contudo, a marca passou por algumas reformulações antes de ser apresentada oficialmente ao público. Agora denominado apenas Ministério Diante do Trono, a marca principal é representada por um “D” e um diamante, abrangendo as áreas atualmente relacionadas: Produções, Ensino, Missão e Igreja.
Por mais de 20 anos, o grupo utilizou um logotipo que combinava a letra "D" com uma nota musical. A nova marca introduziu o "D" com um símbolo de "play", refletindo a nova forma de consumo de música e vídeos. Houve também desdobramentos para a Missão DT, representada por um globo; Igreja DT, simbolizada por uma casa; e o Ministério Diante do Trono, identificado por um diamante para fins empresariais.
A recepção do público à nova marca não foi positiva. No entanto, Ana afirmou que o ministério está passando por um novo momento e seguirá com essa nova identidade visual. "Sentimos a necessidade de marcar esse novo tempo visualmente também", declarou Ana.

## Discografia
A discografia do Diante do Trono consiste em 21 álbuns principais da série Diante do Trono (DT1 - DT21). Além desses, treze álbuns ao vivo, dez álbuns infantis e quatro álbuns de estúdio. Os trabalhos produzidos trouxeram diversas premiações e venderam mais de 6 de milhões de cópias. As gravações ocorreram em cidades de todas as regiões do Brasil, além de gravações internacionais em Israel, na Jordânia e nos Estados Unidos.
| Ano  | Álbuns                    |
| ---- | ------------------------- |
| 1998 | Diante do Trono           |
| 1999 | Exaltado                  |
| 2000 | Águas Purificadoras       |
| 2001 | Preciso de Ti             |
| 2002 | Nos Braços do Pai         |
| 2003 | Quero Me Apaixonar        |
| 2004 | Esperança                 |
| 2005 | Ainda Existe Uma Cruz     |
| 2006 | Por Amor de Ti, Oh Brasil |
| 2007 | Príncipe da paz           |
| 2008 | A Canção do Amor          |
| 2009 | Tua Visão                 |
| 2010 | Aleluia                   |
| 2011 | Sol da Justiça            |
| 2012 | Creio                     |
| 2013 | Tu Reinas                 |
| 2014 | Tetelestai                |
| 2017 | Deserto de Revelação      |
| 2019 | Outra Vez                 |
| 2020 | Respirar                  |
| 2022 | Sim e Amém                |

São onze álbuns especiais com temática específica às mulheres, famílias, casais e à Missão DT, além de cinco álbuns comemorativos gravados ao vivo a cada cinco anos dos aniversários do Ministério de Louvor Diante do Trono.
| Ano  | Especiais e Comemorativos       |
| ---- | ------------------------------- |
| 2001 | Brasil Diante do Trono 1        |
| 2006 | In the Father's Arms            |
| 2006 | En los Brazos del Padre         |
| 2006 | Sem Palavras - Instrumental     |
| 2007 | Tempo de Festa                  |
| 2007 | Com Intensidade                 |
| 2009 | As Fontes do Amor               |
| 2012 | Suomi Valtaistuimen Edessä      |
| 2013 | Renovo                          |
| 2015 | Läpimurto                       |
| 2016 | Imersão                         |
| 2017 | Imersão 2                       |
| 2017 | Eu e a Minha Casa               |
| 2018 | Musical 20 Anos Diante do Trono |
| 2018 | Imersão 3                       |
| 2019 | Imersão 4                       |
| 2020 | Extras Diante do Trono          |
| 2020 | Imersão 5                       |
| 2023 | Memórias do Coração             |

A Série Crianças Diante do Trono nasceu em 2001, durante o sucesso de público do álbum Preciso de Ti . Após diversos relatos dos pais da Igreja Batista da Lagoinha de que seus filhos curtiam as músicas de seu ministério, Ana Paula Valadão decidiu investir em projetos de músicas específicas ao público juvenil com suas composições autorais. Em 2025, Ana Paula Valadão decide retomar os trabalhos infantis após o fim da crise financeira da empresa Diante do Trono. O último trabalho inédito do Crianças Diante do Trono foi em 2012 com o álbum Davi, lançado pela gravadora Som Livre e muito divulgado em inserções comerciais na TV Globo. 
| Ano  | Série Crianças Diante do Trono  |
| ---- | ------------------------------- |
| 2001 | Crianças Diante do Trono        |
| 2003 | Amigo de Deus                   |
| 2004 | Quem É Jesus?                   |
| 2005 | Vamos Compartilhar              |
| 2006 | Arca de Noé                     |
| 2007 | Samuel, o Menino Que Ouviu Deus |
| 2008 | Para Adorar ao Senhor           |
| 2010 | Amigos do Perdão                |
| 2012 | Davi                            |
| 2015 | Renovo Kids                     |
| 2016 | DT Babies                       |
| 2025 | Pó-de Crescer                   |

O sucesso das músicas do Ministério de Louvor Diante do Trono repercutiu internacionalmente, gerando parcerias internacionais com as bandas das igrejas Hillsong e Gateway Worship. As canções foram versionadas pela Ana Paula Valadão e as gravações aconteceram na Igreja Batista da Lagoinha no Brasil.
| Ano  | Parcerias Internacionais  |
| ---- | ------------------------- |
| 2000 | Aclame ao Senhor          |
| 2001 | Shalom Jerusalém          |
| 2011 | Glória a Deus             |
| 2012 | Global Project: Português |
| 2014 | Deus Reina                |
| 2015 | Pra Sempre Teu            |
| 2016 | Muralhas                  |

Em 2016, a banda iniciou o investimento das músicas através das plataformas de streaming digitais, lançando primeiro os singles do projeto e em seguida o álbum completo.
| Ano  | Singles | Álbum                |
| ---- | --- | -------------------- |
| 2023 | Medley Crianças Diante do Trono - feat. Isaque Valadão Bessa, Gabriel Barreto, Nena Lacerda e Lu Alone                | Memórias do Coração  |
| 2023 | Medley Coração Igual ao Teu - feat. Nívea Soares, André Valadão, Mariana Valadão, Helena Tannure e João Lúcio Tannure | Memórias do Coração  |
| 2023 | Medley Tempo de Festa - feat. Isaque Valadão Bessa, André Valadão e Mariana Valadão                                   | Memórias do Coração  |
| 2022 | Pra Todo Sempre | Sim e Amém           |
| 2022 | Pra Sempre Com Você - feat. Isaque Bessa                                                                              | Sim e Amém           |
| 2022 | Outro Chão - feat. Gabi Sampaio                                                                                       | Sim e Amém           |
| 2022 | Tudo em Todos - feat. Isaias Saad                                                                                     | Sim e Amém           |
| 2022 | Venha a Mim - feat. Central 3 e Fhop Music                                                                            | Sim e Amém           |
| 2022 | Cantem no Caminho - feat. Morada                                                                                      | Sim e Amém           |
| 2022 | Sim e Amém | Sim e Amém           |
| 2022 | Relance (Digno é o Cordeiro)                                                                                          | Sim e Amém           |
| 2021 | Seja o Centro/Jesus - feat. Nívea Soares                                                                              | Imersão 5            |
| 2021 | Suspiro - feat. Ana Nóbrega                                                                                           | Respirar             |
| 2021 | Sobre as Ruínas | Respirar             |
| 2021 | Respirar | Respirar             |
| 2021 | Deixa a Luz Entrar | Respirar             |
| 2021 | Te Adoramos - feat. Gabriel Guedes                                                                                    | Respirar             |
| 2021 | Não Ficou Assim | Respirar             |
| 2020 | Sacode o Pó | Imersão 4            |
| 2019 | Santo Espírito - feat. Gabriela Rocha                                                                                 | Outra Vez            |
| 2019 | Defensor | Outra Vez            |
| 2019 | A Sua Voz | Outra Vez            |
| 2019 | Levanto um Aleluia - feat. Isaias Saad                                                                                | Outra Vez            |
| 2019 | Meu Ar | Imersão 3            |
| 2018 | Eu e a Minha Casa | Eu e a Minha Casa    |
| 2018 | Eu Só Posso Imaginar                                                                                                  | -                    |
| 2017 | Deserto de Revelação                                                                                                  | Deserto de Revelação |
| 2016 | Começa a Brilhar | Imersão              |
| 2015 | Tu és Bom | Deus Reina           |

## Membros

#### Atuais
Atualmente, Diante do Trono é apenas o título do ministério de Ana Paula Valadão, que segue solo hoje em dia.

#### Antigos
Alguns dos membros que fizeram parte da banda:
- Aline Neves - backing vocal (1997-1998)
- Alceu Júnior - guitarra (1999-2000)
- Amanda Cariús - backing vocal (2009-2016)
- Ana Nóbrega - backing vocal (2009-2013)
- André Valadão - backing vocal (1997-1998; 2000-2007)
- Bart Elliot - percussão (2000-2003)
- Breno Borges - backing vocal (2011-2012)
- Bruno Gomes - bateria (2000-2011)
- Clay Peterson - backing vocal; violão (2002-2011)
- Daniel Friesen - baixo (2011-2017)
- Edmar Santos - guitarra (1997-1999)
- Eduardo Itaborahy - backing vocal (1997-1998)
- Eduardo Leite - backing vocal (2005-2009)
- Eduardo Campos - Percussão (2004-2005)
- Elias Fernandes - guitarra; violão (2000-2018)
- Enéias Xavier - teclado; violão; arranjador (2006-2008)
- Érica Costa - backing vocal (1997-2000)
- Fred Arrais - backing vocal; guitarra (2016-2017)
- Flávia Arrais - backing vocal (2016-2017)
- Graziela Santos - backing vocal (2000-2011)
- Guilherme Fares - backing vocal (2011-2013)
- Gustavo Soares - teclado; arranjador (1999-2007)
- Helena Tannure - backing vocal (1998-2011)
- Israel Salazar - backing vocal; violão (2009-2018)
- Jarley Brandão - guitarra; violão (2008-2015)
- João Lúcio Tannure - backing vocal (1998-2011)
- Jonatas Félix - violão (2009-2010)
- José Luís de Oliveira - bateria (1997-1999)
- Josélio 'Jota' Ramalho - backing vocal (1999)
- Júnior Giovanini - teclado; arranjador (2009-2010)
- Letícia Brandão - backing vocal (2011-2015)
- Mariana Valadão - backing vocal (2000-2009)
- Marine Friesen - backing vocal; violão; guitarra (2007-2009; 2011-2017)
- Marcelo Costa - backing vocal (1997-2000)
- Maximiliano Moraes - arranjador vocal; backing vocal (1999-2005)
- Miltinho Oliveira - bateria (2016-2017)
- Mudança Cia. de Dança e Artes Cênicas - dança (1997-2010)
- Nívea Soares - backing vocal (1997-2005; 2006-2007)
- Paulo Abucater - teclado; arranjador (1997-2007)
- Renata Valadão - backing vocal (1997-2007)
- Roberta Izabel - backing vocal (2009-2013)
- Robson de Oliveira - regente do coral (1997-2013)
- Rodrigo Campos - backing vocal; arranjador vocal (2011-2013)
- Roney Fares - baixo (1997-2011)
- Saara Campos - backing vocal (2011-2013)
- Sérgio Gomes - maestro; arranjo; violão; orquestração; diretor executivo (1997-2011)
- Soraya Gomes - backing vocal; sax soprano (1997-2011)
- Tião Batista - backing vocal (2011-2013)
- Tiago 'Gaúcho' Albuquerque - bateria (2010-2017)
- Vinícius Bruno - teclado (2007-2017)
- Wandinho Nonato - teclados (2007)

## Estilo musical e influências

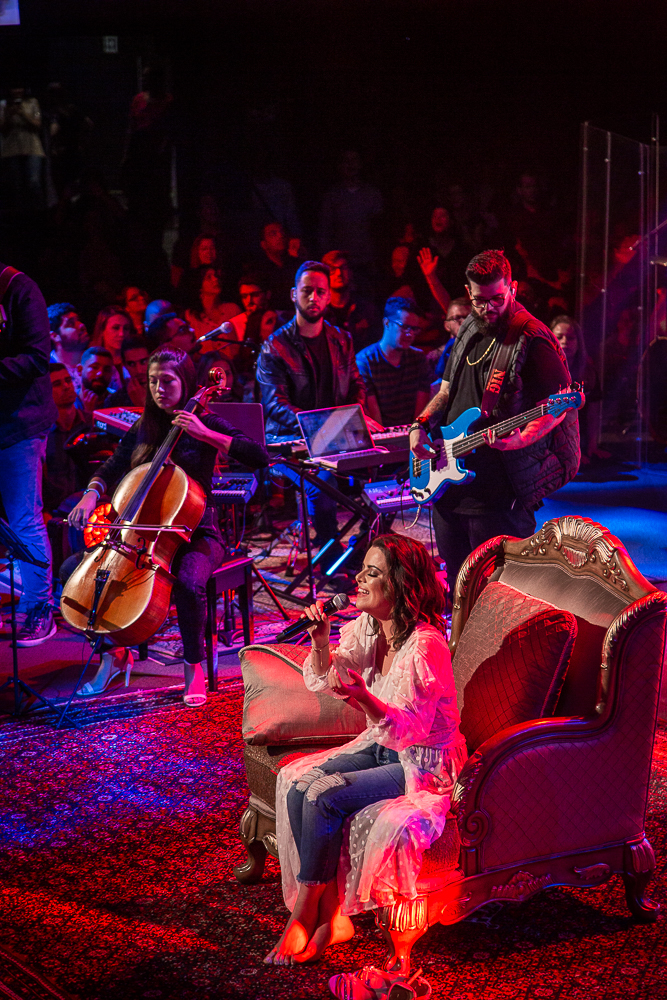
Diante do Trono durante a gravação do álbum "Outra Vez", em 2019

Desde o primeiro álbum, o Ministério de Louvor Diante do Trono apresentou raízes do canto congregacional na parte instrumental. A orquestra da banda era uma característica que marcava o grupo nos trabalhos lançados pelo grupo entre os anos de 1998 e 2010, fazendo com que o som pesado e denso dos metais fosse a característica musical principal do grupo mineiro. A saída da orquestra da banda trouxe uma renovação dos arranjos do grupo a partir do álbum Sol da Justiça, de 2011. Desde então, o Diante do Trono assumiu influências do pop rock em seus arranjos.
As principais referências musicais do Diante do Trono vem de ministérios de louvor estrangeiros, notadamente os grupos de louvor australianos da Hillsong e do grupo norte-americano Gateway Worship. A banda brasileira inclusive gravou álbuns em parceria com estes ministérios internacionais. Outra referência da banda é o grupo norte-americano Jesus Culture, que teve algumas de suas canções versionadas, como "Canção do Apocalipse", do álbum Aleluia, "Me Ama", do álbum Sol da Justiça, e "Santo", do álbum Tu Reinas. A canção "Aclame ao Senhor", presente no álbum Diante do Trono, foi outra notável versão, desta vez da líder da Hillsong, Darlene Zschech.
Além de influenciar diversos ministérios de louvor das igrejas do Brasil, o Diante do Trono também influenciou músicos brasileiros, como o grupo evangélico Toque no Altar/Trazendo a Arca, e o cantor católico Padre Marcelo Rossi, que regravou a canção "Seja o Centro", do álbum Quero Me Apaixonar, em seu álbum Minha Benção, lançado em 2006.

## Outros projetos

### Crianças Diante do Trono
O projeto Crianças Diante do Trono começou a partir de um desejo da banda de levar suas canções em uma linguagem direcionada ao público infantil, com uso de personagens animados e crianças da Igreja Batista da Lagoinha.
O primeiro disco voltado para o público infantil foi o Crianças Diante do Trono de 2001. O álbum fez muito sucesso, além de conter a canção "Aos Olhos do Pai", que é uma das canções mais conhecidas da banda pelo público em geral. Após a boa repercussão do trabalho, lançaram mais oito: Amigo de Deus, Quem é Jesus?, Vamos Compartilhar, A Arca de Noé, Samuel, o Menino que Ouviu Deus, Para Adorar ao Senhor - Ao Vivo, Amigos do Perdão, Davi, Renovo Kids e DT Babies.
Algumas versões da série Crianças Diante do Trono chegaram a ser produzidas em outros idiomas para serem distribuídos em países como a Polônia e outros do Leste Europeu. O objetivo seria promover a evangelização através das mensagens cristãs com linguagem infantil que estão contidas nas produções do grupo.
Por meio dos álbuns, o grupo foi vencedor no Troféu Talento em vários anos e possui o reconhecimento por ter produzido alguns dos álbuns infantis de maior qualidade no mercado fonográfico brasileiro.

### Centro de Treinamento Ministerial Diante do Trono - CTMDT
No ano 2000, quando pastor João Osmar e sua esposa, a pastora Lylian Abucater, estavam na liderança da Rede de Adolescentes da Igreja Batista da Lagoinha e por causa da experiência missionária do casal junto à Jocum (Jovens com uma Missão, instituição missionária internacional), João Osmar sugeriu que a Lagoinha, dentro do Ministério de Adolescentes, desenvolvesse um trabalho de treinamento de missionários para irem às nações. O pastor Márcio Valadão deu o suporte para iniciarem o projeto de capacitação e formação dos mesmos na igreja. Em um sítio em Melo Viana fundou-se os primeiros pilares desse projeto, que inicialmente chamava-se CFMDT (Centro de Formação Missionária Diante do Trono). Com a escola iniciou-se um trabalho de evangelismo e Células nas casas da região. A fim de otimizar essa visão, a saber, a associação da igreja local, louvor e adoração e missões, nasceu, em meados do ano de 2003, a ideia da criação do Centro de Treinamento Ministerial Diante do Trono (CTMDT) como sendo uma escola que pudesse relacionar louvor e adoração e missões transculturais. Passado um tempo, em 2004 o projeto nasceu, a visão se ampliou e o casal Gustavo Bessa e Ana Paula Valadão, assumiram a direção do Seminário, unindo esforços, com João e Lylian no sentido da concretização desse projeto. O Diante do Trono adquiriu uma propriedade em Santa Luzia/MG e em 2005, o CTMDT estabeleceu-se nessa sede que conta com um prédio habitacional com 52 suítes e capacidade para mais de 200 pessoas, uma área de lazer com duas piscinas, uma quadra poliesportiva e jardins, um restaurante e uma cozinha industrial, e um prédio educacional com várias salas de aula. Em 2009, com a ida de Gustavo Bessa e Ana Paula Valadão para os Estados Unidos, o casal Clay Peterson e Graziela Santos, vocalistas do Diante do Trono, assumiram a direção em apoio a João e Lyllian.
No CTMDT, passaram nomes como Marine Friesen, Ana Nóbrega e Israel Salazar e alguns álbuns musicais foram produzidos por turmas do centro, como os CDs Viver por Ti, Não Haverá Limites e Tu És Tudo Pra Mim, além do EP Dependente. Trabalhos missionários também foram frutos do CTMDT, como missões realizadas na Amazônia, no Sertão, na Europa, na África e em outros locais.
No final de 2017, o Diante do Trono informou que a partir do próximo ano, 2018, não teriam os cursos no formato de internato presencial. Entretanto, estariam avaliando a possibilidade de implantação do sistema de EAD (Educação à Distância), o qual permitiria a continuidade da aplicação do conteúdo e também a participação de alunos de diversas partes do Brasil e do mundo, e com esta readequação, poderemos abranger muito mais pessoas e igrejas, e contribuir de forma significativa na formação da Igreja.

### Congressos Diante do Trono
Desde o ano 2000, o ministério de louvor Diante do Trono promove durante o feriado da Semana Santa um congresso na cidade de Belo Horizonte, em Minas Gerais, reunindo pessoas de várias partes do Brasil e do mundo que costumam organizar-se em caravanas para estarem presentes no evento já tradicional do calendário gospel brasileiro. O congresso promove cultos com louvor, bate-papos e pregações com membros do Diante do Trono ou convidados nacionais e internacionais, voltados a temáticas relacionadas a Bíblia e sua contextualização, além de momentos de intercessão e adoração a Deus. Até o ano de 2013 o evento era intitulado Congresso Internacional de Louvor e Adoração Diante do Trono, de 2014 a 2015 chamou-se Congresso de Intercessão e Adoração Diante do Trono e desde 2016 chama-se Congresso Adoração, Intercessão e Missão Diante do Trono. De 2000 a 2002 o evento ocorreu no templo da Igreja Batista da Lagoinha, de 2003 a 2007 ocorreu no Ginásio do Mineirinho, em 2008 ocorreu no Chevrolet Hall, de 2009 a 2011 voltou a ocorrer na Igreja Batista da Lagoinha, de 2012 a 2014 ocorreu na Expominas e desde 2015 novamente voltou ao templo da Igreja Batista da Lagoinha. Os eventos são registrados em vídeo e transmitidos em DVD/VHS, através da Rede Super de Televisão ou através do canal da banda no YouTube. Algumas gravações de CDs já foram gravadas durante os congressos, como os álbuns Mais que Abundante, Milagres e Alegria, do André Valadão, Rio, da Nívea Soares, Com Intensidade, Glória Deus, Renovo, Imersão 2, 3, 4 e 5, Outra Vez e Respirar do Diante do Trono.
Em 2011, também na Igreja Batista da Lagoinha, a banda criou o Congresso Mulheres Diante do Trono, liderado por Ana Paula Valadão. E a partir de 2015, paralelo ao evento feminino, passou-se a ocorrer o Congresso Homens Diante do Trono, liderado por Gustavo Bessa. E desde 2017 os dois congressos foram unificados, sendo assim chamado Congresso Homens e Mulheres Diante do Trono, ocorrendo no templo principal da Lagoinha e, segundo Gustavo Bessa, é para homens e mulheres, tanto casais casados, quanto os solteiros, divorciados e viúvos. O propósito destes eventos é ter como foco central a família à luz da Bíblia e, neste sentido, é promovido diversos bate-papos, pregações, além de louvores, adoração e intercessão. Os eventos também são transmitidos pela Rede Super e no canal da banda no YouTube.
Algumas versões compactas e itinerantes destes congressos promovidos pelo Diante do Trono ocorrem eventualmente em outras cidades do Brasil.

### Missão DT
Desde a gravação do primeiro álbum do Ministério de Louvor Diante do Trono em 1998, o grupo tinha o objetivo de desenvolver projetos missionários e sociais, especialmente na Índia, onde o pastor Márcio Valadão, junto a uma equipe pastoral da Igreja Batista da Lagoinha, havia visitado em 1997 e sensibilizado-se com um forte cenário de prostituição infantil. Então, Ana Paula Valadão e Sérgio Gomes aceitaram o desafio de gravar um álbum onde parte dos lucros fosse destinado a uma ação missionária da Igreja na Índia. Com o sucesso do grupo formado por eles, o Diante do Trono desde o ano 2000 desenvolve um projeto social no território indiano que proporciona o cuidado integral de meninas que viviam em diversas situações de risco e vulnerabilidade. Mais de 500 meninas já foram alcançadas e cuidadas, incluindo moradia, alimentação, educação, aulas de inglês, cursos profissionalizantes, assistência médica e espiritual.
E no ano de 2017, durante o Congresso de Adoração, Intercessão e Missão Diante do Trono, que anualmente acontece em Belo Horizonte, Ana Paula, junto a seu esposo Gustavo Bessa, anunciaram a criação do projeto "Missão DT", que é a unificação em um único projeto todas as ações sociais e missionárias desenvolvidas pelo Diante do Trono. Atualmente, além do Projeto Índia, foi anunciado o Projeto Israel, que incentiva o trabalho missionário na nação israelense e promove ações sociais a refugiados sírios e iraquianos na Jordânia. E no Brasil, o Projeto Sertão, focado na área que, segundo o grupo, é a região menos evangelizada do país, o grupo tem promovido ações como a gravação do álbum Tu Reinas em 2013 e dos congressos da banda para chamar a atenção do Brasil e do mundo para as necessidades do Sertão brasileiro, além disso, o grupo está ligado a outros parceiros que desde então vem recebendo apoio do ministério para que não apenas o Evangelho seja levado ao povo sertanejo, mas, também, para que tenham condições humanas dignas para viver.

### Gravadora Diante do Trono
Desde o seu primeiro álbum, lançado em 1998, o Diante do Trono trabalhou na produção, divulgação e distribuição de seus materiais de forma independente. Em 2003, após uma reformulação administrativa interna, o grupo criou oficialmente sua gravadora própria, levando o nome do grupo e tendo como histórico um material de grande sucesso no Brasil, como os álbuns Águas Purificadoras, Preciso de Ti e Nos Braços do Pai. Além dos próprios materiais do grupo, fez parte do casting da gravadora Nívea Soares com os seus três primeiros álbuns de 2003 a 2007, Reina Sobre Mim, Enche-me de Ti e Rio, e André Valadão também com os seus seis primeiros álbuns de 2004 a 2008, Mais Que Abundante, Milagres, Alegria, Clássicos, Sobrenatural e Clássicos de Natal.
Tanto Nívea Soares quanto André Valadão possuíam ligação direta com o Diante do Trono por serem também vocalistas da banda, o Diante do Trono trabalhava com os álbuns do Crianças Diante do Trono e do CTMDT. Em 2008, o Diante do Trono anunciou que distribuiria também os álbuns de um grupo que até então não possuía ligação direta com o grupo, o Trazendo a Arca, com os álbuns Marca da Promessa e Ao Vivo no Japão. A iniciativa seria para combater a pirataria, unindo forças no mercado fonográfico gospel brasileiro, sem ter nenhum envolvimento direto ministerial.
Porém, em 2009, a gravadora Diante do Trono encerrou suas atividades e a banda assinou contrato de divulgação e distribuição com a Som Livre, do Grupo Globo. A parceria entre DT e Som Livre durou até 2014, quando o grupo voltou a ser independente e lançou dois álbuns próprios em sua gravadora, Tu Reinas e Tetelestai, além do álbum Jesus, de Israel Salazar, vocalista da banda. Até que em 2015, o grupo assinou contrato com a Onimusic, que desde então é responsável pela divulgação e distribuição dos trabalhos produzidos pelo Diante do Trono.

## Reconhecimento
Ao longo de sua carreira, o Diante do Trono alcançou marcas notáveis para uma banda de música cristã: foi o único conjunto gospel brasileiro a receber uma homenagem num programa de televisão; já se apresentou para mais de dois milhões de pessoas em um show na cidade de São Paulo; além de ser a única banda participante do Festival Promessas. O grupo já realizou turnês pela Europa, Estados Unidos, Ásia, entre outros locais.
A crítica especializada considera que o grupo se diversifica em suas composições, com letras profundas, poesias, palavras que trazem arrependimento, entre outros temas.
O Diante do Trono já participou de vários programas de televisão, com destaque para o Programa Raul Gil, Eliana, Domingão do Faustão, Caldeirão do Huck, Encontro com Fátima Bernardes, Altas Horas,Programa do Ratinho e muitos outros telejornais em diversos estados. No ano de 2012, Ana Paula Valadão foi listada na eleição O Maior Brasileiro de Todos os Tempos, sendo a única cantora cristã na lista. No ano seguinte, a revista Forbes divulgou uma lista em que a líder do Diante do Trono, Ana Paula Valadão é uma das 100 celebridades mais influentes do Brasil. Em setembro de 2013, Ana Paula Valadão participou do quadro "Crianças Curiosas" no Programa Raul Gil e logo depois, recebeu o convite para participar do Teleton 2013. No ano seguinte, a cantora participou novamente e foi destaque ao cantar a canção "Aos Olhos do Pai" em rede nacional. Em outubro de 2013, a UOL publicou uma matéria especial aos 15 anos do Diante do Trono, foram entrevistados Ana Paula Valadão, André Valadão, Mariana Valadão, Nívea Soares, Helena Tannure, Ana Nóbrega, entre muitos outros.

## Prêmios e indicações
Durante seus anos de existência, o Diante do Trono recebeu 61 indicações no Troféu Talento entre os anos de 2002 a 2009. Das 61 indicações que recebeu, venceu em 24, ou seja, 39,3% delas. O ano mais bem-sucedido do conjunto foi o de 2004, quando receberam 8 indicações e venceram em 7.
Na primeira edição do Troféu Promessas em 2011 o ministério foi indicado em 5 categorias e venceu em duas sendo o mais premiado da noite. No Troféu Promessas 2012, receberam 5 indicações passaram pelas duas etapas da premiação com as cinco indicações e venceram em duas, o que representa 40% delas. Sabendo-se que nestas duas primeiras edições da maior premiação da música gospel brasileira o Troféu Promessas, a banda é a maior vencedora, juntamente com Thalles Roberto, com 4 prêmios.
Em 2012 o grupo foi indicado ao Grammy Latino na categoria Melhor Álbum de Música Cristã em Língua Portuguesa, mas não ganhou.